# Liste der Monuments historiques in Villers-au-Tertre
Die Liste der Monuments historiques in Villers-au-Tertre führt die Monuments historiques in der französischen Gemeinde Villers-au-Tertre auf.

## Liste der Objekte
| Bezeichnung      | Beschreibung                | Standort                        | Kennzeichnung | Schutzstatus | Datum | Bild |
| ---------------- | --------------------------- | ------------------------------- | ------------- | ------------ | ----- | ---- |
| Sechs Chorstühle | Eichenholz, 19. Jahrhundert | in der Kirche St-Pierre-St-Paul | PM59003541    | Inscrit      | 1978  |      |